# Albrechtsburg
Albrechtsburg (lit., 'castillo de Alberto') es un castillo gótico tardío de Alemania situado en el centro de la ciudad de Meissen, en el estado federado de Sajonia.

## Historia
Cuando el rey Enrique I el Pajarero doblegó finalmente en 929 a la tribu eslava de los Glomacze, construyó una fortaleza dentro de su área de asentamiento, ubicada en un promontorio rocoso que domina el río Elba. Este castillo, llamado Misnie por el nombre de un arroyo cercano, se convirtió en el núcleo de la ciudad y, desde 965, en la residencia de los margraves de Meissen, que adquirieron en 1423 el electorado de Sajonia.
En 1464, Ernesto de Sajonia ordenó junto con su hermano Alberto III de Sajonia-Meissen la construcción del castillo actual. Las obras comenzaron en realidad en 1471 a cargo del maestro Arnoldo de Westfalia, que lo concibió como una residencia y no como una fortaleza militar. Cuando los dos hermanos dividieron los territorios de la Casa de Wettin durante el división de Leipzig en 1485, el castillo pasó a Alberto. Su hijo, Jorge de Sajonia (el Barbudo), residió en él antes de mudarse a la residencia de Dresde e instalar allí la nueva sede del linaje albertino.
En 1710, el rey Augusto II de Polonia fundó la primera fábrica de porcelana de Meissen bajo la supervisión de Johann Friedrich Böttger. La porcelana de Meissen se produjo en Albrechtsburg hasta que se trasladó a su ubicación actual en 1863.

## La catedral de Meissen
La catedral gótica adyacente fue la sede de la diócesis de Meissen desde su creación por el emperador Otón I en 968. La catedral actual se construyó entre 1260 y 1410; el interior alberga esculturas góticas del emperador y de su esposa Adelaida de Borgoña, así como pinturas de Lucas Cranach el Viejo.
El primer elector sajón de la Casa de Wettin, Federico I de Sajonia, eligió la capilla principesca como lugar de sepultura para su dinastía.
En 1581, la diócesis se disolvió finalmente a consecuencia de la Reforma protestante. Los dos campanarios no se completaron hasta 1909.

## Galería de imágenes

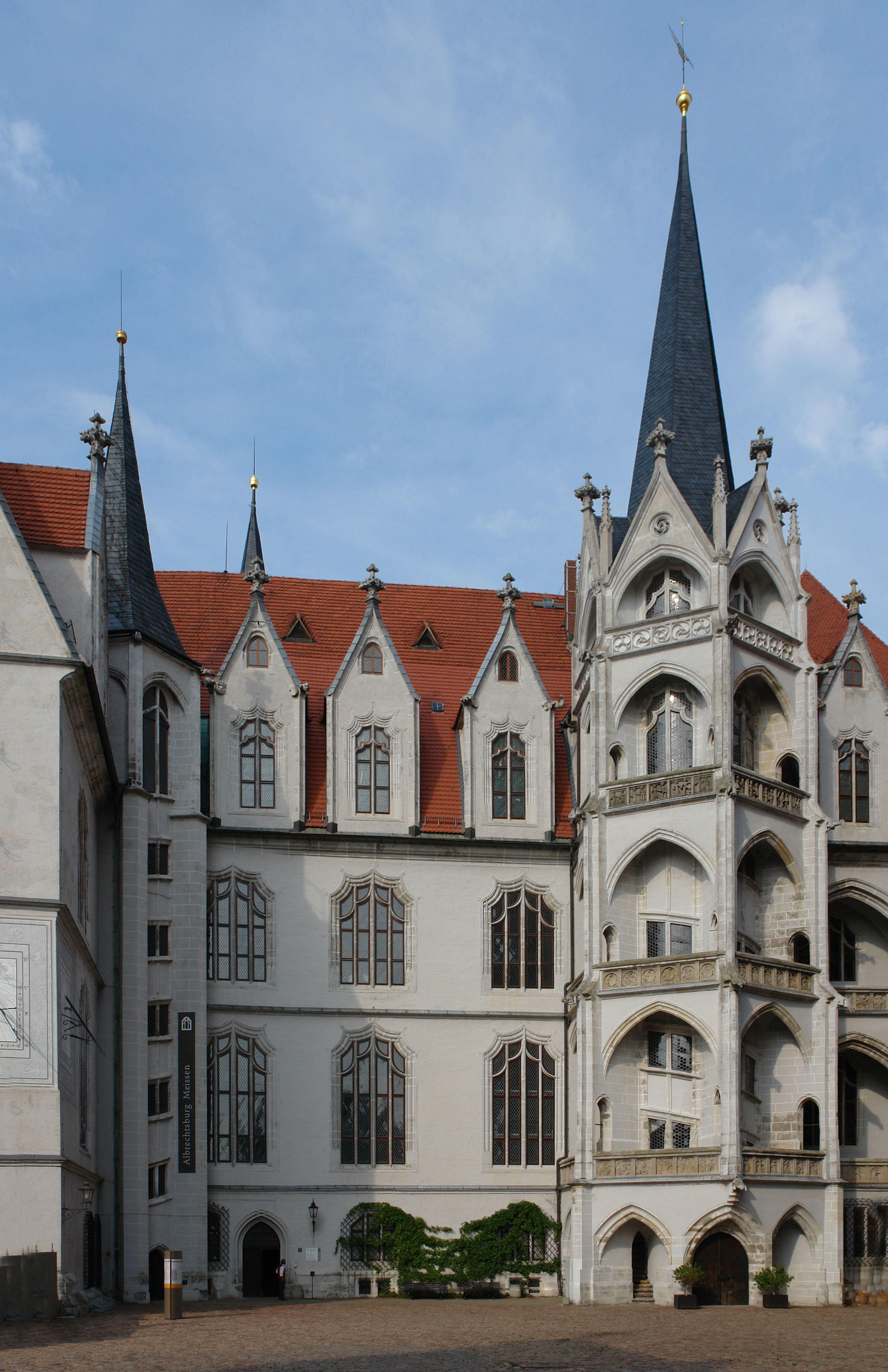
Fachada occidental que da al patio interior y a la torre de la escalera de caracol.
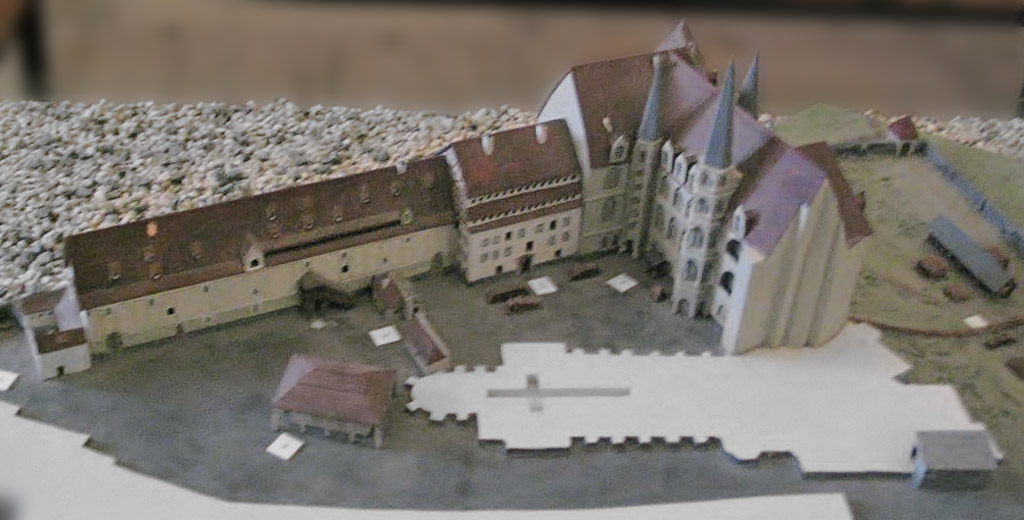
Maqueta del Albrechtsburg, con la planta de la catedral señalada
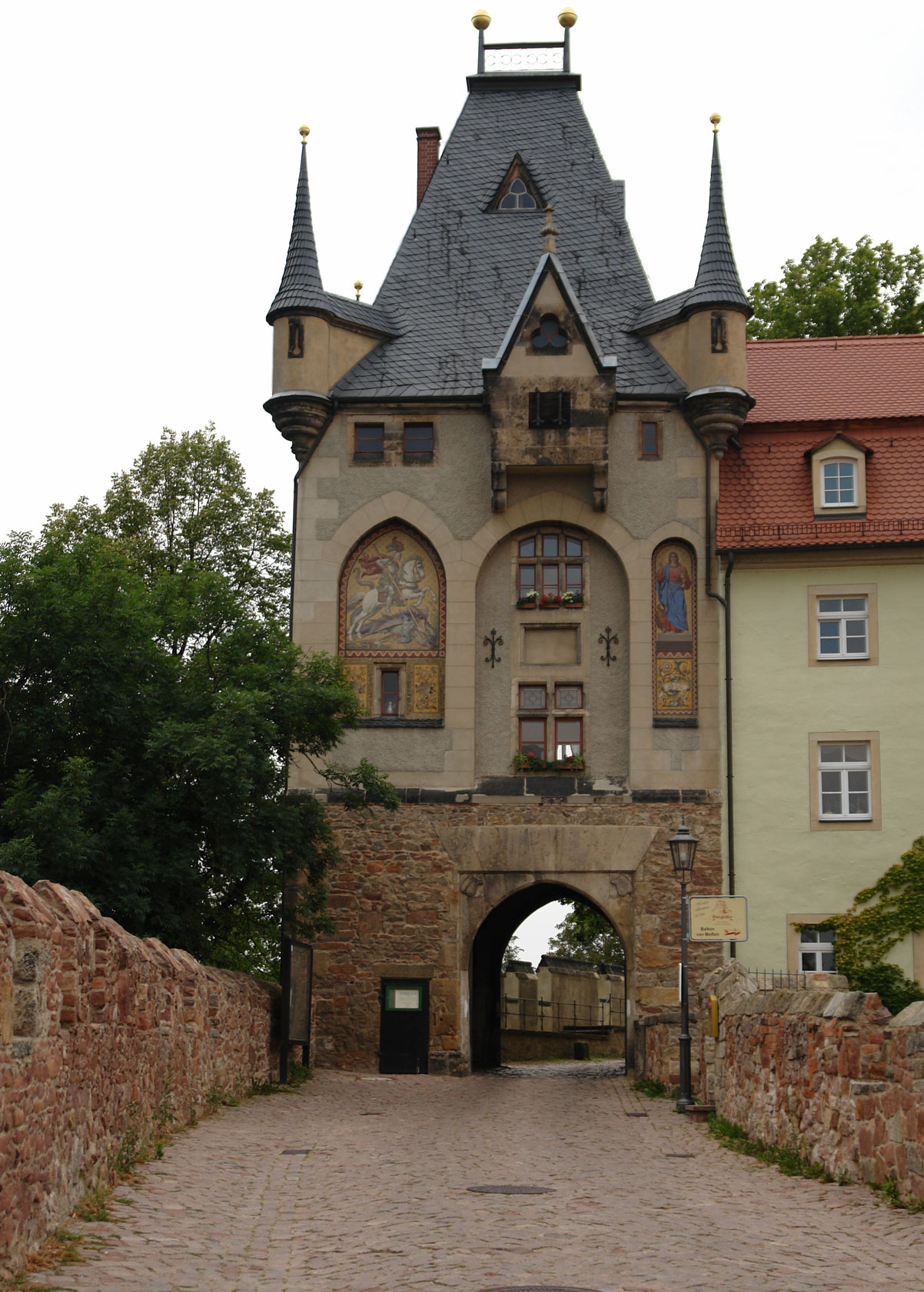
Una de las torres del castillo
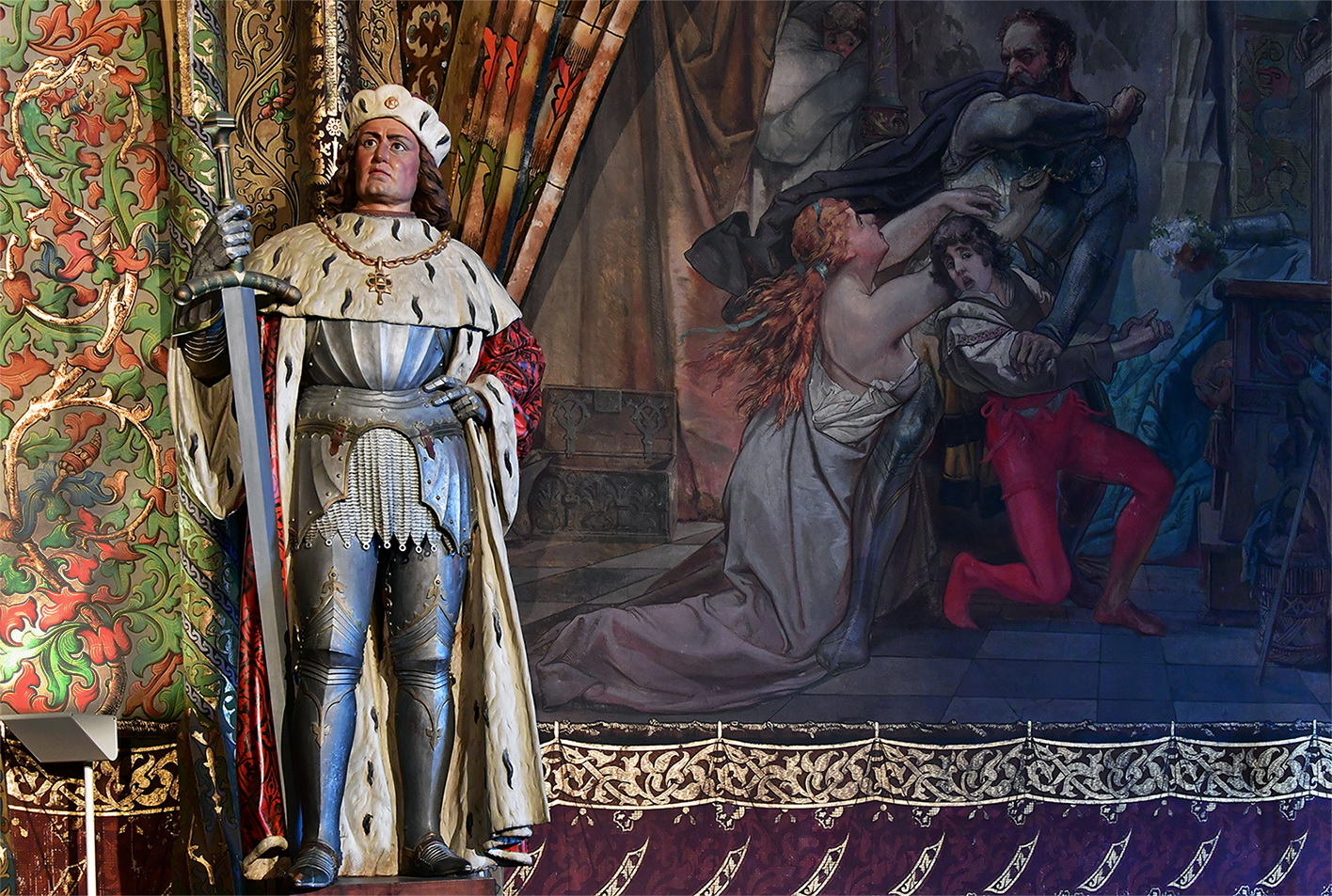
"Große Hofstube"
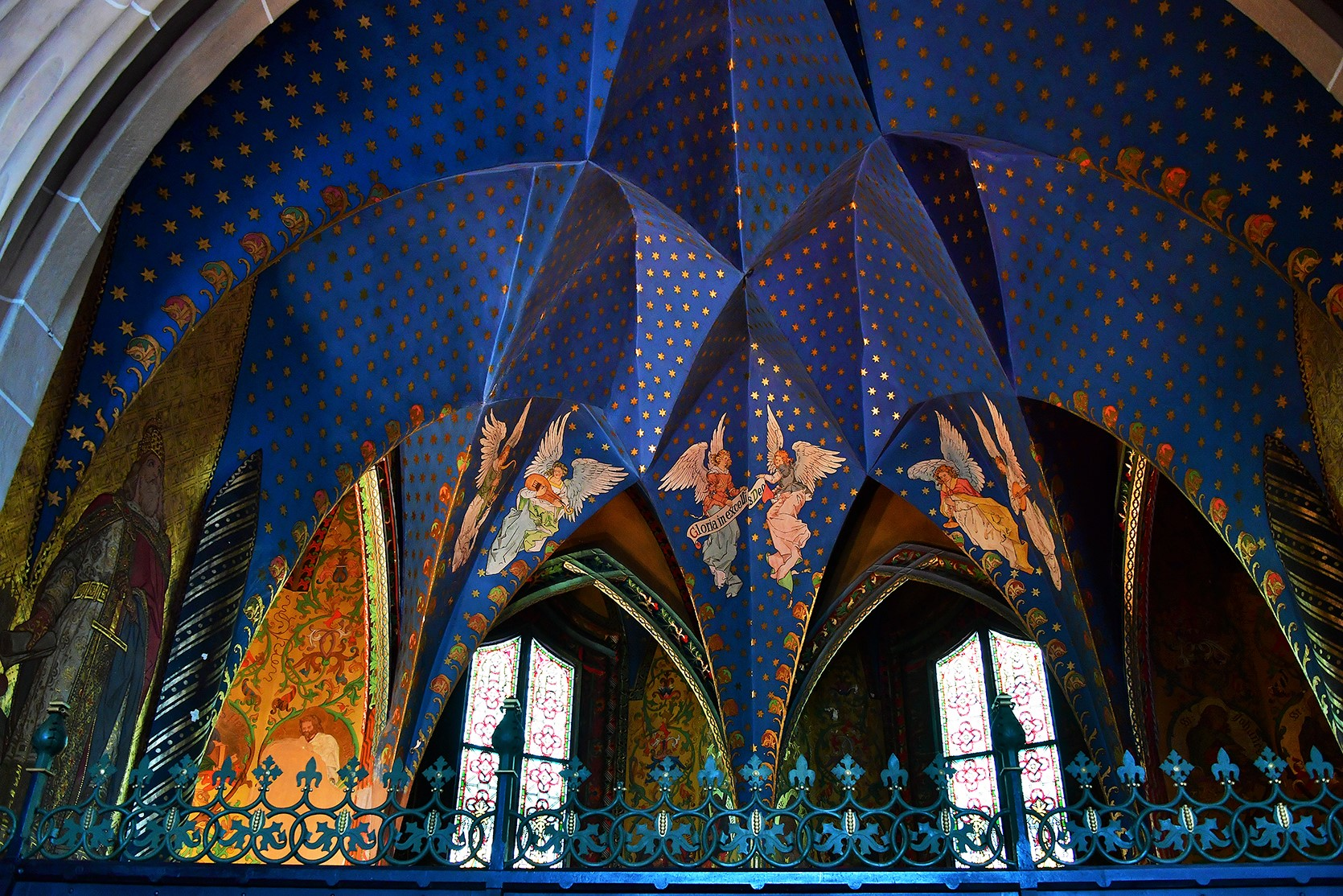
Capilla
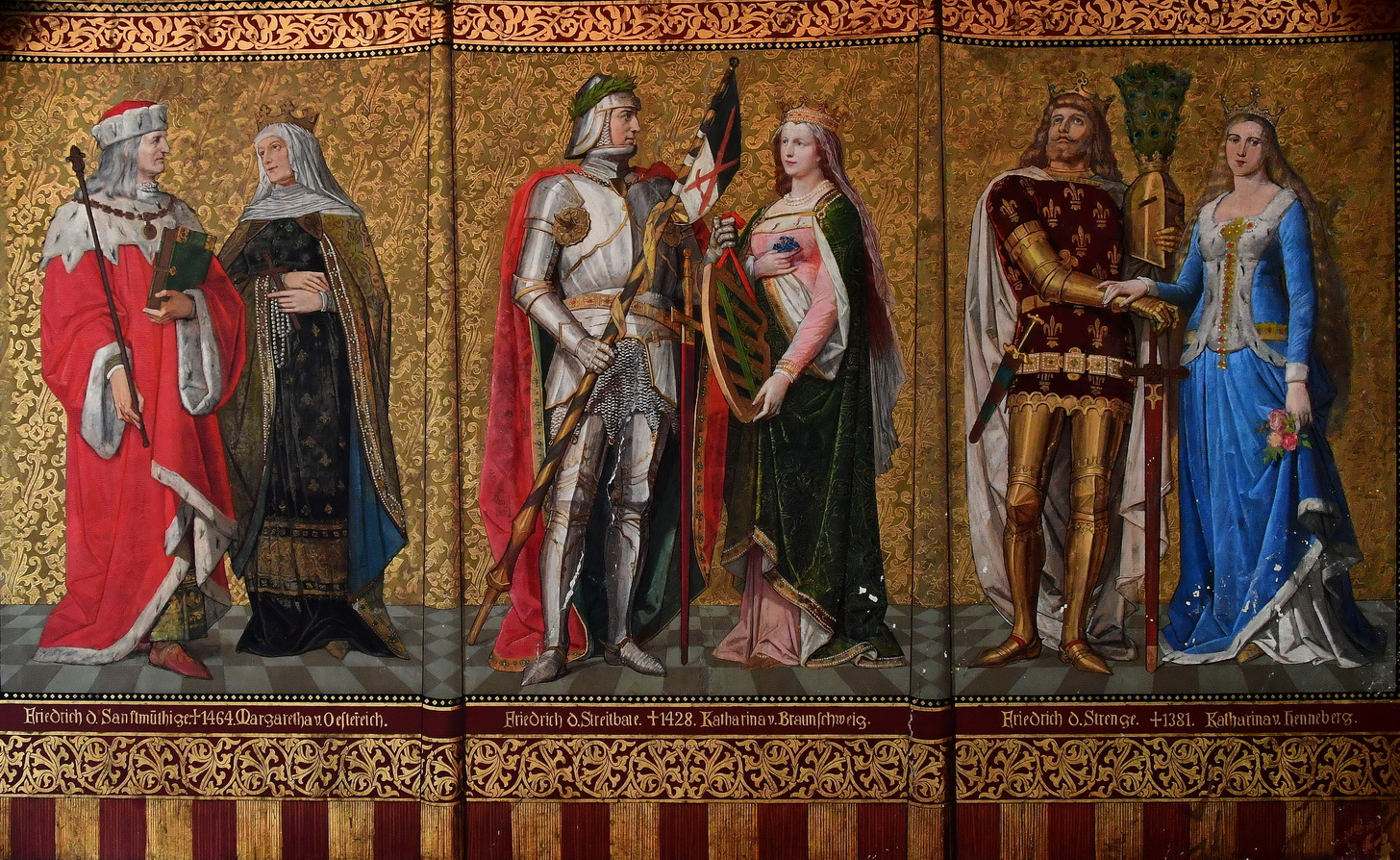
Mural